# Motore passo-passo

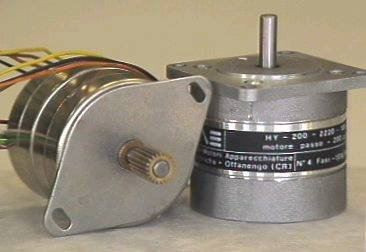
Motori passo-passo

Il motore passo-passo spesso chiamato anche step o stepper è un motore elettrico sincrono in corrente continua pulsata con gestione elettronica senza spazzole (brushless) che può suddividere la propria rotazione in un grande numero di passi (step). La posizione del motore può essere controllata accuratamente senza dover ricorrere al controllo ad anello chiuso (feedback) se la taglia ed il tipo di motore sono scelti in modo adeguato all'applicazione.
È considerato la scelta ideale per tutte quelle applicazioni che richiedono precisione nello spostamento angolare e nella velocità di rotazione, quali la robotica, le montature dei telescopi ed i servomeccanismi in generale. Un motore simile è il motore brushless, che si differenzia per uno statore che viene alimentato perennemente in tutte le sue parti e non a rotazione, questo conferisce maggiori velocità di rotazione e potenze, ma non permette un controllo altrettanto preciso della posizione del rotore.

## Vantaggi dei motori passo passo
- Se costruiti con tecnologia comune hanno un costo non elevato, relativamente ad altri tipi di motore con analoghe prestazioni.
- È possibile realizzare azionamenti di precisione controllati da computer in catena aperta, cioè senza utilizzare sensori di posizione o di velocità. Sono quindi utilizzabili con relativa semplicità e senza richiedere particolare potenza di calcolo.
- Hanno un'elevata robustezza meccanica ed elettrica: infatti non esistono contatti elettrici striscianti e, se necessario, possono essere realizzati anche in ambiente completamente stagno.
- È facile far compiere all'albero piccole rotazioni angolari arbitrarie in ambedue i versi e bloccarlo in una determinata posizione.
- La velocità di rotazione può essere molto bassa anche senza l'uso di riduttori meccanici.
- Hanno molto spesso momento d'inerzia piuttosto basso.
- Sono molto stabili nella posizione a rotore bloccato e non presentano pendolamenti come accade nei sistemi brushless.
- Se dimensionati bene non necessitano di alcuna taratura.

## Difetti dei motori passo passo
- Richiedono sempre circuiti elettronici per il pilotaggio, in genere di tipo digitale.
- Hanno un funzionamento a scatti e producono vibrazioni, soprattutto ai bassi regimi e se si adottano le tecniche di pilotaggio più semplici.
- Il loro rendimento energetico dipende dalla tecnologia costruttiva adottata. La coppia misurata in Nm (newton per metro), a parità di assorbimento in corrente,  dipende spesso dal tipo di pilotaggio elettrico/elettronico adottato.
- Permettono una velocità di rotazione massima intorno a 1000-1500 rpm. Esistono tuttavia motori che raggiungono i 4000-5000 rpm tramite sistemi di retroazione ad anello chiuso. La loro caratteristica di coppia tuttavia scende quasi esponenzialmente al crescere della velocità.

## Il principio di funzionamento
I motori passo-passo sono motori che, a differenza di tutti gli altri, hanno come scopo quello di mantenere fermo l'albero in una posizione di equilibrio: se alimentati si limitano infatti a bloccarsi in una ben precisa posizione angolare.
Solo indirettamente è possibile ottenerne la rotazione: occorre inviare al motore una serie di impulsi di corrente, secondo un'opportuna sequenza, in modo tale da far spostare, per scatti successivi, la posizione di equilibrio.
È così possibile far ruotare l'albero nella posizione e alla velocità voluta semplicemente contando gli impulsi ed impostando la loro frequenza, visto che le posizioni di equilibrio dell'albero sono determinate meccanicamente con estrema precisione.
| Esempio grafico con un motore a 100 passi | Esempio grafico con un motore a 100 passi |
| ----------------------------------------- | ----------------------------------------- |
|                                           |                                           |
|                                           |                                           |

## La costruzione elettromeccanica
I motori passo-passo si dividono tradizionalmente in tre grandi gruppi: motori a magnete permanente, motori a riluttanza variabile e motori ibridi; questi ultimi sono i migliori. In realtà la quasi totalità di quelli oggi reperibili sono proprio del terzo tipo.

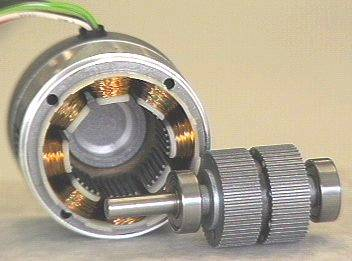
Struttura di un motore passo-passo

Un motore ibrido è costituito da un rotore e da uno statore; nella fotografia a lato è riportato un esemplare non particolarmente recente in cui si vede chiaramente la struttura.
Il rotore appare come una coppia di ruote dentate affiancate e solidali all'albero (i "denti" sono chiamati coppette) costituite da un nucleo magnetico (le due ruote sono permanentemente magnetizzate, una presenta la polarità nord e l'altra la polarità sud) e le coppette in materiale ferromagnetico. Il numero di denti è variabile, essendo 50 in assoluto il numero più frequente. I denti delle due ruote non sono allineati. Fra essi vi è uno sfasamento esattamente pari ad 1/2 del passo dei denti: il dente di una delle due sezioni corrisponde quindi alla valle dell'altra. Nel rotore non sono presenti fili elettrici e quindi manca completamente ogni connessione elettrica tra la parte in movimento e quella fissa. In genere il rotore è montato su cuscinetti a sfera, anche nei modelli economici.
Lo statore appare come il classico insieme di avvolgimenti ed il circuito magnetico è costituito da 4 o, più frequentemente, 8 "espansioni polari" (otto in quello mostrato nella fotografia). All'interno dello statore sono presenti piccoli denti che si affacciano esattamente a quelli del rotore o meglio, sono esattamente affacciati al rotore solo il gruppo di denti appartenenti ad una espansione polare e a quella opposta; le altre coppie sono sfalsate rispettivamente di 1/4, 1/2 e 3/4 del passo dei denti. Avvolti intorno ai poli magnetici dello statore ci sono i fili che, opportunamente percorsi da corrente, generano il campo magnetico.
All'esterno sono evidentemente presenti le alimentazioni dei vari avvolgimenti; in pratica le fasi possono essere avvolte secondo due schemi:
- Sono presenti due soli avvolgimenti (avvolti su più espansioni polari) e quindi all'esterno arrivano due sole coppie di fili: in questo caso si parla di motori bipolari in quanto la corrente dovrà percorrere le fasi nei due versi al fine di creare gli opportuni campi magnetici.
- Sono presenti quattro avvolgimenti avvolti a coppie, in antiparallelo, sulle espansioni polari; all'esterno arrivano almeno cinque fili (spesso sono infatti presenti delle connessioni interne al motore tra le varie fasi). Si parla in questo caso di motori unipolari in quanto la corrente nella singola fase ha sempre lo stesso verso. È possibile creare due campi magnetici opposti semplicemente scegliendo in quale dei fili far passare la corrente.

Un tipo particolare di motore passo-passo è utilizzabile sia in configurazione unipolare sia in configurazione bipolare: si tratta di quelli a 6 o 8 fili.
Il numero di differenti posizioni di equilibrio presenti in una rotazione completa dell'albero è in genere indicato come passi per giro e dipende dal numero dei denti del rotore e dai poli dello statore, non dal numero di fili uscenti o dal numero delle fasi. Il numero di passi per giro è spesso stampato sul contenitore ed espresso in gradi.

## L'azionamento dei motori passo passo
L'azionamento dei motori passo passo viene generalmente realizzato tramite un circuito elettronico (un computer, un PLC o un microcontrollore). Sostanzialmente si collegano le bobine a dei transistor di potenza e i transistor a ciò che li comanda. Per i motori unipolari, che hanno quattro bobine A, An, B e Bn, la sequenza è: A-An-B-Bn (per un senso di rotazione) Bn-B-An-A (per l'altro). La corrente deve circolare nelle bobine sempre nello stesso verso. Per i motori bipolari, che hanno due bobine A e B, la sequenza è A-B-A*-B* (o B*-A*-B-A per il verso contrario di rotazione). Con * si indica che la corrente circola in senso opposto. I motori di questo tipo si scaldano molto perché la corrente circola anche dopo aver fatto il passo. Il vantaggio è quello di poter mantenere il motore bloccato nella posizione voluta.

## Applicazioni

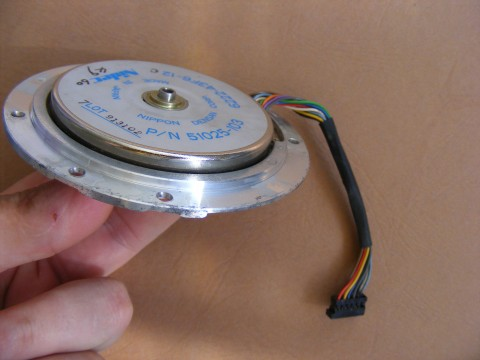
Motore passo-passo di un Floppy Disk

Queste caratteristiche li rendono adatti all'utilizzo nei lettori Floppy disk, CD, DVD, nelle stampanti in 3D per il posizionamento di precisione delle testine di lettura/scrittura, nelle stampanti in 3D, ad aghi o getto d'inchiostro, per il posizionamento di precisione delle testine di stampa oltre che nelle versioni più grandi nell'aeromodellismo, automodellismo e navimodellismo.
I motori passo-passo non sono invece adatti alla costruzione di HDD dove la velocità di rotazione dei moderni dischi commerciali varia generalmente tra i 7200 giri/minuto (dischi ad uso generico) e i 15000giri/minuto (dischi business enterprise) ed è pressoché costante sul singolo HDD. Negli HDD vengono quindi usati dischi brushless e la testina di lettura, che deve compiere movimenti in brevissimo tempo (seek time), è mossa tramite un braccio elettromagnetico senza uso di motori.